# Enny Vrede
Enny Vrede, artiestennaam van Maria Magdalena Müller (Utrecht, 3 november 1883 - 2 april 1919, aan boord van het S.S. Amstel, 35 jaar oud), was een Nederlandse actrice.

## Biografie
Enny Vrede werd geboren in Utrecht, onder de naam Maria Magdalena Müller. Zij was een dochter van de fabrikant Carl Johann Heinrich Müller en Adriana Wilhelmina de Groot, en dus zus van Frederik Ernst Müller. Vrede trouwde op 21 mei 1910 met toneelspeler en regisseur Eduard Rutger Verkade. Uit dit huwelijk werden een dochter Carola Eduarda (1910) en een zoon Rutger Eric (1912) geboren. In januari 1919 scheidden zij. Vrede hertrouwde op 15 maart 1919 te Kristiania (het latere Oslo) met de advocaat François Emile (Frans) Vlielander Hein. Het pasgetrouwde stel kwam om tijdens de terugweg van hun huwelijksreis in Noorwegen, tussen Göteborg en Rotterdam, bij de ondergang van SS Amstel. Zij waren de enige passagiers aan boord van het vrachtschip, waarop verder achttien bemanningsleden voeren. Hun lichamen zijn nooit teruggevonden. In mei 1919 dacht men even dat het lichaam van Vrede was gevonden, maar dat bleek van een andere vrouw te zijn.

## Carrière
Enny Vrede voelde zich al vroeg aantrokken tot declamatie en toneel. Zij speelde in 1904, onder haar geboortenaam, haar eerste rol in het openbaar, in Vondels "Lucifer" bij het Utrechtsch Studententooneel. Zij vertolkte de rol van Rafael. In 1908 debuteerde Vrede als "Mabel", in Oscar Wilde's "Een ideaal echtgenoot" bij toneelgezelschap De Hagespelers van Eduard Verkade. Na een verblijf in Berlijn, waar zij studeerde bij Max Reinhardt, keerde zij terug naar De Hagespelers. Zij maakte in dit gezelschap naam met zogenoemde Engelse society plays, maar zij speelde ook hoofdrollen in stukken als Romeo en Julia van Shakespeare en Candida van George Bernard Shaw. Na de breuk met Verkade trad zij nauwelijks meer op. In de scheidingsakte van 1919 wordt vermeld dat zij "zonder beroep" was.

## Toneelstukken
Stukken waarin Enny Vrede heeft gespeeld, zijn onder meer:
- Lucifer (Vondel), 1904.
- Een ideaal echtgenoot, 1908.
- Dolly betert zich, 1909.
- Le Gendre de Monsieur Poirier, 1913.[7]
- Nina, 1913.
- Amoureuse, 1915.
- De huwelijksreis, 1915.
- De magiër, 1915.